# بارك لاند
بارك لاند هو حيٌّ في مدينة نيروبي، عاصمة كينيا وأكبر مدنها. ينقسم الحي إلى شوارع مرقمة. ويعود اسمه إلى قربه من حديقة المدينة في نيروبي.

## موقعه الجغرافي
يقع باركلاندز على بعد حوالي 5 كيلومتر (3.1 ميل)، بالطريق البري، شمال شمال غرب منطقة الأعمال المركزية في نيروبي. إحداثيات باركلاندز هي: '01 15 36S، 36 49 05E' (خط العرض: -1.2600؛ خط الطول: 36.8180).

## تاريخ الحي
خلال الحقبة الاستعمارية الكينية، خصص البريطانيون المنطقة كحي سكني لموظفي الخدمة المدنية. خلال أربعينيات وخمسينيات القرن الماضي، كانت باركلاندز واحدة من أكثر ضواحي نيروبي ازدحامًا. في العقد الثاني من الألفية الثانية، أصبح باركلاندز حيًا تجاريًا وسكنيًا مختلطًا. يجذب توافر الأراضي وأسعاره المعقولة نسبيًا في المنطقة تطوير العقارات التجارية والسكنية، بعيدًا عن النقص النسبي وأسعار العقارات الباهظة في منطقة الأعمال المركزية بنيروبي، جنوب باركلاندز. يضم حي باركلاندز عددًا كبيرًا من السكان من أصل آسيوي.

## عدد السكان
بلغ عدد سكان باركلاندز 38,344 نسمة اعتبارًا من عام 2009.

## مدارسه
عندما تأسست مدرسة نجارا الثانوية في عام 1957، كانت تخدم الهنود العرقيين من كلا الجنسين في باركلاندز ونجارا. يوجد العديد من المدارس الابتدائية والثانوية في باركلاندز الحكومية والخاصة.

## معالمه
في باركلاندز، أو بالقرب من حدود الحي، هناك العديد من المعالم، بما في ذلك:
- مستشفى جامعة الآغا خان، نيروبي
- مكاتب الخطوط الجوية السويسرية الدولية
- مركز آغا خان الرياضي
- دايموند بلازا
- سوق سيتي بارك
- ساحة سيتي بارك

## قسم ويستلاندز
إداريًا، باركلاندز هو قسم فرعي من قسم ويستلاندز الإداري لمدينة نيروبي. يتكون القسم من الأقسام الفرعية الستة التالية (المواقع):
- الحدائق
- كيتيسورو
- هايريدج
- كانجيمي
- كليماني
- لافينغتون